# Nonprofit Management
Unter Nonprofit Management (NPM) versteht jede Form der Administration und des Managements in Non-Profit-Organisationen sowie die wissenschaftliche Auseinandersetzung mit den Herausforderungen, Handlungsmitteln und Ziele dieser Verwaltung. Es steht also nicht die Erzielung von monetären Gewinnen (Profit) im Fokus wirtschaftlichen Handelns, sondern ideelle und soziale Ziele. Sonderformen des Nonprofit Managements sind die öffentliche Verwaltung und das Public Management. In diesem Zusammenhang ist das Nonprofit-Management auch Teil der Öffentlichen Betriebswirtschaftslehre.